# Céline Blom
C.W.J. (Céline) Blom (Barneveld, 1972) is een Nederlands politica en bestuurster. Ze is lid van D66. Sinds 15 juni 2023 is ze burgemeester van Nunspeet. Van 13 juni 2022 tot 15 juni 2023 was ze er waarnemend burgemeester. Sinds 14 december 2024 is ze voorzitter van Scouting Nederland.

## Opleiding en loopbaan
Blom is geboren en getogen in Barneveld en ging er naar de Antoniusschool en naar het vwo op het Johannes Fontanus College. Daarna ging zij naar het Atlantic College in Llantwit Major, Wales (International Baccalaureate). Zij studeerde daarna Spaans en financiën, maar maakte deze niet af. Daarna was zij onder meer werkzaam bij Scouting Nederland, UWC Xperience, de VO-raad en het Samenwerkingsverband IJssel, een samenwerkingsverband met 24 schoolbesturen en 6 gemeenten. Zij was onder meer bestuurslid van de United World Colleges in Nederland en is lid van de raad van toezicht van de J.H. Donnerschool.
Op 28 mei 2024 werd Blom voorgedragen als kandidaat en op 14 december van dat jaar verkozen tot voorzitter van Scouting Nederland.

## Politieke loopbaan
Blom was in Barneveld onder meer fractievolger, algemeen bestuurslid en voorzitter van Pro'98. Later verhuisde zij naar Apeldoorn. Op 24 maart 2015 werd zij namens D66 lid van de Provinciale Staten van Gelderland. Op 5 juni 2019 nam zij het stokje over van Michiel Scheffer als fractievoorzitter van D66. In de Staten was zij woordvoerder cultuur, sport, onderwijs en arbeidsmarkt, recreatie en toerisme, leefbaarheid, gebiedsopgave, inclusiviteit en COVID-19. Zij was voorzitter van de agendacommissie, vicevoorzitter van de Staten, voorzitter van de commissie herijking en lid van de werkgeverscommissie. Zij stond als lijstduwer op de kandidatenlijst van D66 voor de Tweede Kamerverkiezingen van 2021.

## Burgemeester van Nunspeet
Blom werd met ingang van 13 juni 2022 benoemd tot waarnemend burgemeester van Nunspeet, als opvolger van de SGP'er Breunis van de Weerd, die per 27 mei dat jaar gestopt is als burgemeester van Nunspeet. Als waarnemend burgemeester heeft zij in haar portefeuille openbare orde en veiligheid, bestuur en juridische zaken, voorlichting, externe betrekkingen (lobby) en streekarchivariaat. Op 1 juni dat jaar werd Stan Hellegers fractievoorzitter van D66 in de Provinciale Staten van Gelderland. Op 5 juli dat jaar nam zij afscheid van de Provinciale Staten van Gelderland.
Blom werd op 20 april 2023 door de gemeenteraad van Nunspeet voorgedragen als nieuwe burgemeester. Op 5 juni dat jaar werd bekend dat zij is benoemd bij koninklijk besluit tot burgemeester van Nunspeet met ingang van 15 juni dat jaar. Op 15 juni dat jaar vond ook de installatie plaats en werd zij beëdigd door de commissaris van de Koning in Gelderland tot burgemeester van Nunspeet. Als burgemeester van Nunspeet is zij lid van het algemeen bestuur van de Veiligheidsregio Noord- en Oost-Gelderland (VNOG) en lid van de archiefcommissie van het Streekarchivariaat Noordwest-Veluwe.

## Privéleven
Blom is gescheiden, heeft een zoon en dochter en is rooms-katholiek.